# Retratos de Lutero y Catalina de Bora
Los retratos de Lutero y su esposa Catalina de Bora es un doble retrato, pintado al óleo sobre tabla, de 37 cm x 23 cm, realizado por Lucas Cranach el Viejo y su taller. La obra está firmada y datada en 1529, y se conserva en la Galería de los Uffizi de Florencia.

## Historia
Cranach representó en varias ocasiones a Martín Lutero y su esposa Catalina de Bora, en pequeñas tablas que propagaban las efigies de los líderes de la Reforma. Los más antiguos son los del tondo pintado en Basilea en 1525, seguidos por otros retratos de 1526 y 1528. Los obras están tratadas todas de la misma manera, en la pose y el formato, pero la búsqueda de la veracidad es atestiguada por el ligero envejecimiento de los protagonistas, fielmente plasmado.
El doble retrato que se encuentra en la Galería de los Uffizi formaba parte de las colecciones de los Médici al menos desde 1666.

## Descripción y estilo
Lutero es representado vestido todo de negro, con una túnica ancha y de cuello alto, subiendo sobre la nuca, y lleva una gorra del mismo color. De este modo, el rostro queda enmarcado y extremadamente expresivo, verdadero asunto del díptico. La mujer porta ropa más ceñida, con un abrigo forrado de piel que se ve en el cuello vuelto, lo que denota la pertenencia a la clase burguesa media alta.
En estas obras, el artista muestra su enfoque innovador del arte del retrato, con un marcado gusto por la linealidad, que manifiesta en la importancia concedida a la línea de contorno sobre la homogeneidad del fondo azul.
La obra es comparable al Doble retrato de Lutero y Melanchthon, de estilo muy similar, igualmente conservado en los Uffizi.